# Juan Marcilla Arrazola
Juan Marcilla Arrazola fue un ingeniero agrónomo español, nacido el 27 de diciembre de 1886 en Madrid y fallecido el 16 de agosto de 1950.

## Trayectoria
Obtuvo su título de Ingeniero Agrónomo en 1910 y fue el número 1 de su promoción. Inmediatamente después partió a la Estación enológica de Villafranca del Panadés
En 1924 ganó por concurso-oposición la Cátedra de Viticultura y Enología de la Escuela Técnica Superior de Ingenieros Agrónomos de Madrid. En 1928 promovió la Cátedra de Microbiología Agrícola en dicha Escuela. Fue separado del servicio en 1937 por el gobierno de la República, con pérdida de todos sus derechos y causando baja en el escalafón, pero después de la guerra civil el nuevo Estado le restauró en su cátedra, que ocupó hasta su muerte, y en sus derechos y cargos, asignándole además otros nuevos. Fue director de la Escuela Especial del Cuerpo, asesor del consejo del Instituto de Investigaciones Agrarias, vicepresidente del Consejo Superior de Investigaciones Científicas y director del Instituto Cajal y el primer presidente de la Sociedad Española de Microbiología en 1946 cuando se fundó como Sociedad de Microbiólogos Españoles. También fue miembro de la Real Academia de las Ciencias Exactas, Físicas y Naturales, consejero nacional de educación y socio de honor del Instituto de Ingenieros Civiles, y miembro de varias sociedades científicas nacionales y extranjeras. Marcilla Arrazola fue un reputado autor de trabajos y publicaciones sobre microbiología, y en especial, sobre viticultura y enología.

## Obras
Sus dos obras fundamentales sobre enología son:
Vinificación en países cálidos y Química, viticultura y enología, ambas de 1922. Su obra magna Tratado práctico de viticultura y enología españolas es de 1.942.
- Limpieza y conservación de bodegas, Ed Calpe, 1922
- Defectos, alteraciones y enfermedades de los vinos. Servicio de Capacitación y Propaganda del Ministerio de Agricultura. Madrid,1930.
- Posibilidades españolas para la síntesis biológica de las proteínas, Consejo Superior de Investigaciones Científicas, 1943.
- La fermentación cítrica, Real Academia de Ciencias Exactas (1945)
- Inoculación de las semillas de leguminosas con bacterias radicícolas ("Rhizobium leguminosarum" Frank). Madrid. 1944. Ministerio de Agricultura. Instituto Nacional de Investigaciones Agronómicas. Cuaderno N.º 37. Centro de Estudios Generales de Madrid. Estación de Química Agrícola.
- Tratado práctico de Viticultura y Enología Españolas. 1946.